# 279-й отдельный сапёрный батальон
279-й отдельный сапёрный батальон — воинское подразделение в вооружённых силах СССР во время Великой Отечественной войны. Во время ВОВ существовало два сапёрных подразделения с тем же номером.

## История
Сформирован вместе с корпусным управлением 42-го стрелкового корпуса весной 1941 года
В составе действующей армии с 22.06.1941 по 07.02.1942 года.
Являлся корпусным сапёрным батальоном 42-го стрелкового корпуса, с его расформированием - по-видимому сапёрным батальоном Кандалакшской оперативной группы.
07.02.1942 переформирован в 279-й отдельный инженерный батальон

## Подчинение
| Дата            | Фронт (округ)               | Армия      | Корпус                 | Примечания                    |
| --------------- | --------------------------- | ---------- | ---------------------- | ----------------------------- |
| 22.06.1941 года | Ленинградский военный округ | 14-я армия | 42-й стрелковый корпус | с 24.06.1941 - Северный фронт |
| 01.07.1941 года | Северный фронт              | 14-я армия | 42-й стрелковый корпус | -                             |
| 10.07.1941 года | Северный фронт              | 14-я армия | 42-й стрелковый корпус | -                             |
| 01.08.1941 года | Северный фронт              | 14-я армия | 42-й стрелковый корпус | -                             |
| 01.09.1941 года | Карельский фронт            | 14-я армия | 42-й стрелковый корпус | -                             |
| 01.10.1941 года | Карельский фронт            | 14-я армия | 42-й стрелковый корпус | -                             |
| 01.11.1941 года | Карельский фронт            | -          | -                      | -                             |
| 01.12.1941 года | Карельский фронт            | -          | -                      | -                             |
| 01.01.1942 года | Карельский фронт            | -          | -                      | -                             |
| 01.02.1942 года | Карельский фронт            | -          | -                      | -                             |

## Другие инженерно-сапёрные формирования с тем же номером
- 279-й отдельный инженерно-сапёрный батальон